# NK Zadar
NK Zadar was een Kroatische voetbalclub uit Zadar. De fans van de club staan bekend als de Tornado's.

## Geschiedenis
Na de verbrokkeling van Joegoslavië was de club medeoprichter van de Kroatische hoogste klasse. Zadar ligt niet zo ver van steden Rijeka en Split. Daardoor zijn in de omgeving van Zadar ook de meeste fans voor Hajduk Split, ook wordt er voor Dinamo Zagreb gesupporterd, NK Zadar komt pas op de 3de plaats in de regio, dicht gevolgd door NK Rijeka.
In 1996 moest de club degraderen omdat de competitie van 16 naar 12 clubs ging. Het volgende seizoen speelde de club onder de naam Zadarkomerc en promoveerde weer. In 1997/98 werd Zadar 6de, de beste plaats tot dan toe. In 1999 degradeerde Zadar opnieuw.
Na twee seizoenen promoveerde de club opnieuw omdat de liga weer naar 16 clubs uitbreidde, het volgende ging het weer naar 12 maar Zadar kon het behoud verzekeren met een 6de plaats. In 2005 degradeerde de club echter opnieuw. In seizoen 2006/07 kon de club promotie afdwingen na een play-off met NK Pula.
In 2015 degradeerde de club opnieuw. Een jaar later volgde een tweede degradatie op rij. In 2018 promoveerde de club en eindigde in de middenmoot maar kreeg dan geen licentie voor het volgende seizoen.

## Eindklasseringen vanaf 1992
| Seizoen | Competitie  | Niveau | Eindstand | Beker        | Opmerking                              |
| ------- | ----------- | ------ | --------- | ------------ | -------------------------------------- |
| 1992    | 1. HNL      | I      | 10        | --           |                                        |
| 1992/93 | 1. HNL      | I      | 12        | halve finale |                                        |
| 1993/94 | 1. HNL      | I      | 11        | 2e ronde     |                                        |
| 1994/95 | 1. HNL      | I      | 13        | 2e ronde     |                                        |
| 1995/96 | 1. HNL      | I      | 2         | halve finale |                                        |
| 1996/97 | 1. HNL      | I      | 10        | 1e ronde     |                                        |
| 1997/98 | 1. HNL      | I      | 6         | 2e ronde     |                                        |
| 1998/99 | 1. HNL      | I      | 11        | 2e ronde     |                                        |
| 1999/00 | 2. HNL      | II     | 3         | 1e ronde     |                                        |
| 2000/01 | 2. HNL      | II     | 4         | 8e finale    |                                        |
| 2001/02 | 1. HNL      | I      | 9         | 8e finale    |                                        |
| 2002/03 | 1. HNL      | I      | 10        | 8e finale    |                                        |
| 2003/04 | 1. HNL      | I      | 6         | 8e finale    |                                        |
| 2004/05 | 1. HNL      | I      | 12        | 1e ronde     |                                        |
| 2005/06 | 2. HNL-Zuid | II     | 7         | 1e ronde     |                                        |
| 2006/07 | 2. HNL      | II     | 2         | 1e ronde     | pd-wedstrijden > NK Pula 1856: 3-0/3-2 |
| 2007/08 | 1. HNL      | I      | 9         | 1e ronde     | Liga topscorer: Želimir Terkeš (21)    |
| 2008/09 | 1. HNL      | I      | 11        | 8e finale    |                                        |
| 2009/10 | 1. HNL      | I      | 12        |              |                                        |
| 2010/11 | 1. HNL      | I      | 10        |              |                                        |
| 2011/12 | 1. HNL      | I      | 10        | 1e ronde     |                                        |
| 2012/13 | 1. HNL      | I      | 9         | kwartfinale  |                                        |
| 2013/14 | 1. HNL      | I      | 7         | kwartfinale  |                                        |
| 2014/15 | 1. HNL      | I      | 10        | kwartfinale  |                                        |
| 2015/16 | 2. HNL      | II     | 12        | 8e finale    |                                        |
| 2016/17 | 3. HNL-Zuid | III    | 7         | 1e ronde     | Liga topscorer: Vlatko Blažević (25)   |
| 2017/18 | 3. HNL-Zuid | III    | 3         | 8e finale    | Liga topscorer: Vinko Petković (19)    |
| 2018/19 | 2. HNL      | II     | 8         | 8e finale    |                                        |
| 2019/20 | 3. HNL-Zuid | III    | 6         | 8e finale    |                                        |
| 2020/21 | 3. HNL-Zuid | III    |           |              |                                        |

## Bekende (ex-)spelers
- Jurica Buljat
- Hrvoje Ćustić
- Mate Dujilo
- Mirko Grabovac
- Mirko Hrgović
- Stipe Perica
- Dado Pršo
- Zvonimir Soldo